# 895

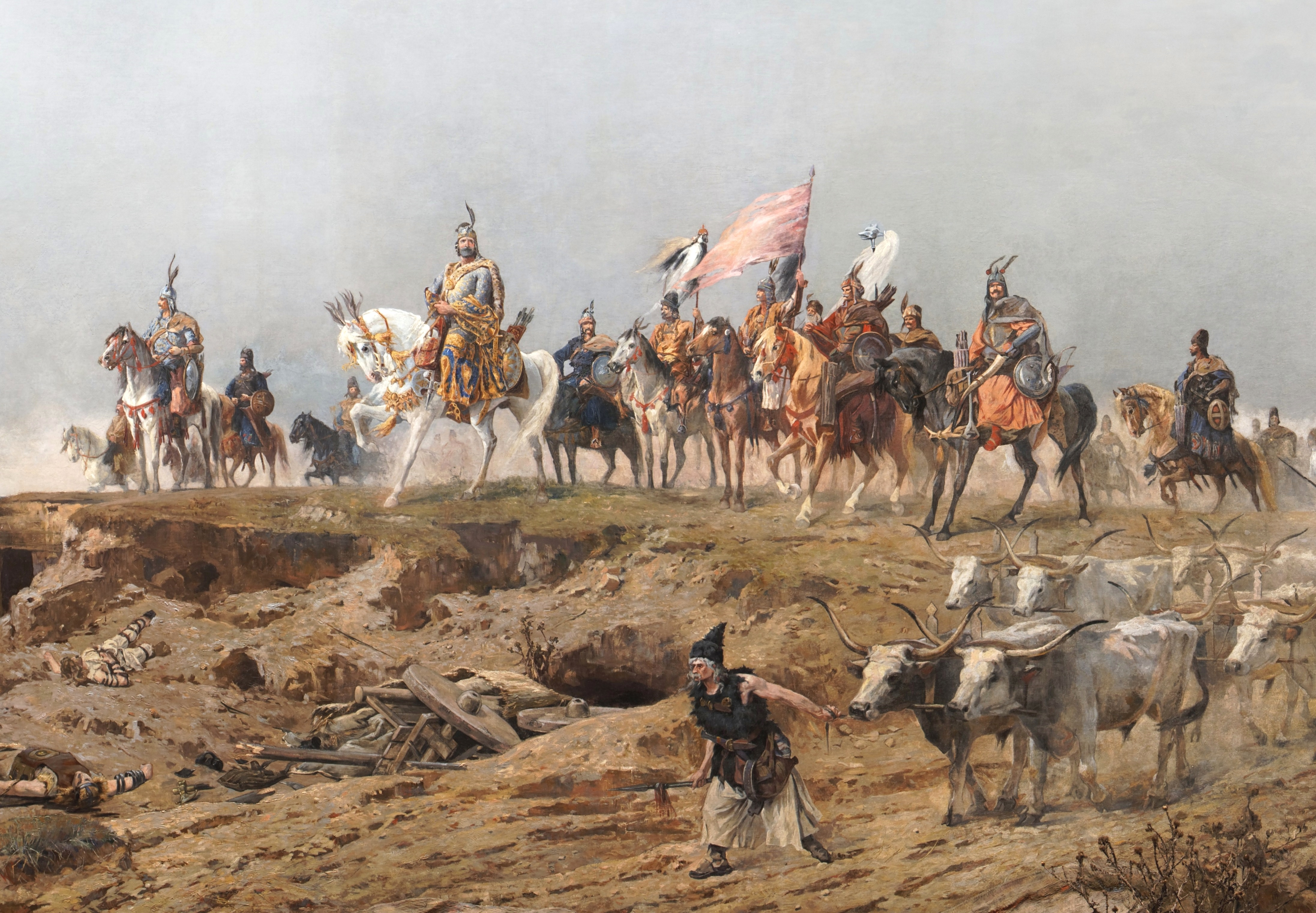
De Magyaren onder aanvoering van Árpád trekken Pannonië (Transdanubië) binnen.

Het jaar 895 is het 95e jaar in de 9e eeuw volgens de christelijke jaartelling.

## Gebeurtenissen

### Europa
- Simeon I, heerser (khan) van Bulgarije, sluit een wapenstilstand en roept de hulp in van de Petsjenegen in zijn strijd tegen de Maqyaren. De Petsjenegen, die rondzwerven over de vlakten van Zuid-Rusland, verdrijven de Magyaren uit hun leefgebied langs de Wolga naar de vlakten van de Donau. De Magyaren vallen Pannonië binnen en nemen het land over van de Avaren. De Hongaarse grootvorst Álmos wordt gedood, en opgevolgd door zijn zoon Árpád. Hij sticht de Hongaarse dynastie van de Árpáden.[1]
- Zomer - Koning Arnulf van Karinthië houdt in Worms (huidige Rijnland-Palts) een Rijksdag. Hij geeft opnieuw steun aan Odo I voor zijn koningschap in het Westen. Hierdoor moet (tegen)koning Karel de Eenvoudige naar Bourgondië vluchten. Het koninkrijk Lotharingen (het middenrijk tussen het West-Frankische Rijk en het Oost-Frankische Rijk) wordt hersticht. Arnulf kroont zijn oudste zoon Zwentibold tot koning. Zijn gezag wordt echter niet aanvaard door de plaatselijke Frankische adel.
- Winter - Arnulf van Karinthië trekt met een Oost-Frankisch expeditieleger de Alpen over en valt (voor een derde maal) Italië binnen. Hij arriveert in Pavia en verdeelt het noordelijke koninkrijk in twee regio's: de westelijke helft wordt Marche Lombardije en de oostelijke helft Marche Verona.
- Spytihněv I, hertog van Bohemen, zweert trouw aan Arnulf van Karinthië en wordt een vazal van het Oost-Frankische Rijk. Door deze alliantie komt Bohemen onder Frankische invloed te staan en breidt het christendom zich verder uit.

## Geboren
- Mathilde van Ringelheim, echtgenote van Hendrik de Vogelaar (waarschijnlijke datum)
- Sancho I Ordóñez, koning van Galicië (waarschijnlijke datum)
- Udo van de Wetterau, Duits edelman (waarschijnlijke datum)

## Overleden
- Álmos, grootvorst van de Magyaren (waarschijnlijke datum)
- Hastein (39), Deens Viking-hoofdman
- Hugo, Frankisch edelman